# سطو مثلث (فلم)
سطو مثلث هو فيلم مصري كوميدي، من إخراج محمد يونس وتأليف أمين جمال ومحمد محرز، الفيلم بطولة أحمد السعدني وسعيد طرابيك  و إيمان البانيو كلوديا حنا وبيومي فؤاد وعبد الله مشرف.

## القصة
تدور الأحداث الفيلم عن شاب يُدعى علي المراكبي (أحمد السعدني) يكتشف وصية جده الذي يعود للعصر الفرعوني، تحمل عنوان (خمس خمسات خمسة)

## الممثلين
| - أحمد السعدني: علي المراكيبي - بيومي فؤاد:أنيس عبيد - ريهام حجاج:هيام المراكيبي | - محمد أسامة (أوس أوس): دوقلا - مصطفى أبو سريع: سمير - كلوديا حنا:نورهان | - سعيد طرابيك:والد هيام - عبد الله مشرف:توم كروز - ليلى عز العرب:أم علي |

- شكر خاص:أحمد بلال - أمير عبد الحميد - محمد أبو العلا - سمير كمونة
- بالأشتراك مع: محمود زيزو - عمرو راضي - محمود عامر (بازوكا) - محمد غنيم:ضيف شرف
- الأطفال: محمد أيمن - محمد صبري - يوسف أيمن- محمد نصر (محمد الفخراني)

## طاقم العمل
| - أشرف البرنس: توزيع أغاني الفيلم - أغنية:مش هبكي: غناء يس عبود - الراقصة الكوشنير - أغنية ولعة :غناء حمزة الصغير -الراقصة: براندا - أمين جمال (قصة وسيناريو وحوار) - ريهام عاصم (ستايلست) - أحمد يحيي: مدير الأنتاج - عادل المغربي (مهندس ديكور) | - جرافيك VFX. :مصطفى فهمي - Color Grading: يونس - محمد شفيق (موسيقى تصويرية) - طارق علوش (مكساج) - محمد عبد السلام: مساعد مخرج أول - مصطفى الغزولي (منتج فني) | - أيمن التونسي (مونتاج) - جلال الذكي (مدير تصوير) - أنتاج: السبكي فور سينما برودكش - ندى السبكي :أشراف عام على الأنتاج - محمد يونس (مُخرج) - محمد محرز (مؤلف) |  |

## روابط خارجية
- سطو مثلث على موقع الدهليز
- سطو مثلث على موقع قاعدة بيانات الأفلام العربية
- سطو مثلث على موقع قاعدة بيانات الفيلم (الإنجليزية)
- سطو مثلث على موقع ليتربوكسد (الإنجليزية)